# البوذية في تايوان
البوذية هي إحدى الديانات الرئيسية في تايوان. يمارس الشعب التايواني بشكل أساسي البوذية الماهايانا ومبادئ الكونفوشيوسية والتقاليد الطاوية والممارسات المحلية. يلعب ألمتخصصون الدينيون من التقاليد البوذية والطاوية أدواراً مهمة في المناسبات الخاصة مثل الولادة والجنازات. ومع ذلك، فإن عدداً أقل منهم يلتزمون بشكل حصري بالتعاليم والمؤسسات البوذية الصينية، بينما يتبنى آخرون ممارسات متنوعة من التقاليد الآسيوية الأخرى.
بعد الحرب الأهلية الصينية ، شهدت البوذية زيادة سريعة في شعبيتها في تايوان، ويعود ذلك إلى المعجزة الاقتصادية التي شهدتها تايوان بعد الحرب والكثير من المنظمات البوذية الكبرى التي روجت للقيم الحديثة مثل المساواة والحرية والعقلانية، وهو ما يعد عامل جذب مهم للطبقة المتوسطة المتنامية في البلاد. تشتهر المؤسسات البوذية التايوانية بمشاركتها في المجتمع العلماني، بما في ذلك توفير عدد من السلع والخدمات العامة مثل الكليات والمستشفيات والإغاثة من الكوارث.
اعتبارًا من عام 2021، يعتقد حوالي 19.8% من السكان بالبوذية.

## التركيبة السكانية
تشير إحصاءات الحكومة التايوانية بين البوذية والطاوية، إلى وجود أعدادًا متساوية تقريبًا لكليهما. في عام 2005، سجل التعداد السكاني 8 ملايين بوذي و7.6 مليون طاوي، من إجمالي عدد السكان البالغ عددهم 23 مليون نسمة. على أرض الواقع ، هناك نسبة كبيرة من "الطاويين" المعلنين عن أنفسهم في تايوان يمارسون ممارسات أكثر توافقية مرتبطة بالدين الصيني التقليدي الذي يقتبس تعاليمه من البوذية. قد يكون البوذيون المعلنون عن أنفسهم هم من أتباع المعتقدات الأكثر محلية مثل Yiguandao، والتي تؤكد أيضًا على الشخصيات البوذية مثل Guanyin أو Maitreya وتؤيد النباتية.
أبرز السمات المميزة للبوذية التايوانية هي التركيز على ممارسة النباتية، وتأثير البوذية الإنسانية، وظهور المنظمات البوذية المركزية الكبيرة. يُشار إلى أربعة معلمين بوذيين أسسوا مؤسسات ذات تأثير مهم على نطاق واسع باسم " الملوك السماويين الأربعة للبوذية التايوانية"،  واحد لكل اتجاه أساسي، مع الإشارة إلى مؤسساتهم المقابلة باسم " الجبال الأربعة العظيمة ". وهم:
- الشمال ( جينشان ): السيد شينغ ين (聖嚴، 1931–2009) جبل دارما دروم (法鼓山)
- الجنوب ( داشو ): السيد هسينغ يون (星雲، 1927–2023) لفو غوانغ شان (佛光山)
- الشرق ( هواليان ): السيد تشينغ ين (證嚴، 1937–) من مؤسسة تزو تشي (慈濟基金會)
- الغرب ( نانتو ): السيد وي تشويه (惟覺، 1928–2016) لتشونغ تاي شان (中台山)

## تاريخ البوذية في تايوان

### السنوات المبكرة

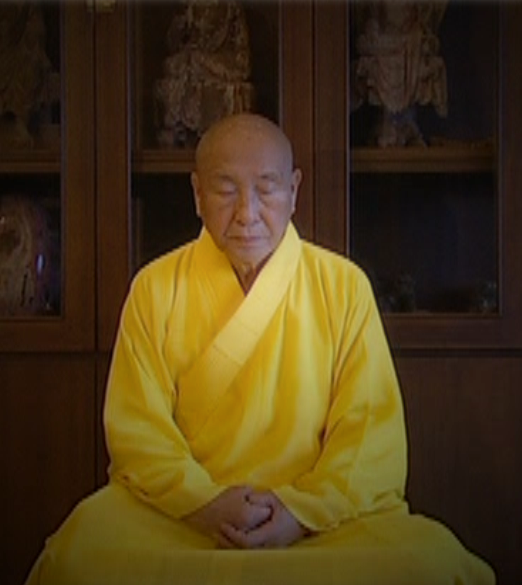
المونسنيور وي تشويه، أستاذ بوذي تقليدي في تشان في تايوان.

قام كوكسينجا بطرد الهولنديين من تايوان. بشكل كبير، حيث كان الرهبان البوذيون يؤدون فقط خدمات الجنازة والنصب التذكارية.
عندما سيطرت أسرة تشينغ على تايوان في عام 1683، جاء عدد كبير من الرهبان من مقاطعتي فوجيان وقوانغدونغ لإنشاء وبناء المعابد، وخاصة تلك المخصصة للإلهة غوانيين، وأنتشرت كثير من الطوائف البوذية وازدهرت. ولكن البوذية الرهبانية لم تنتشر إلا في القرن التاسع عشر.

### البوذية والفترة اليابانية

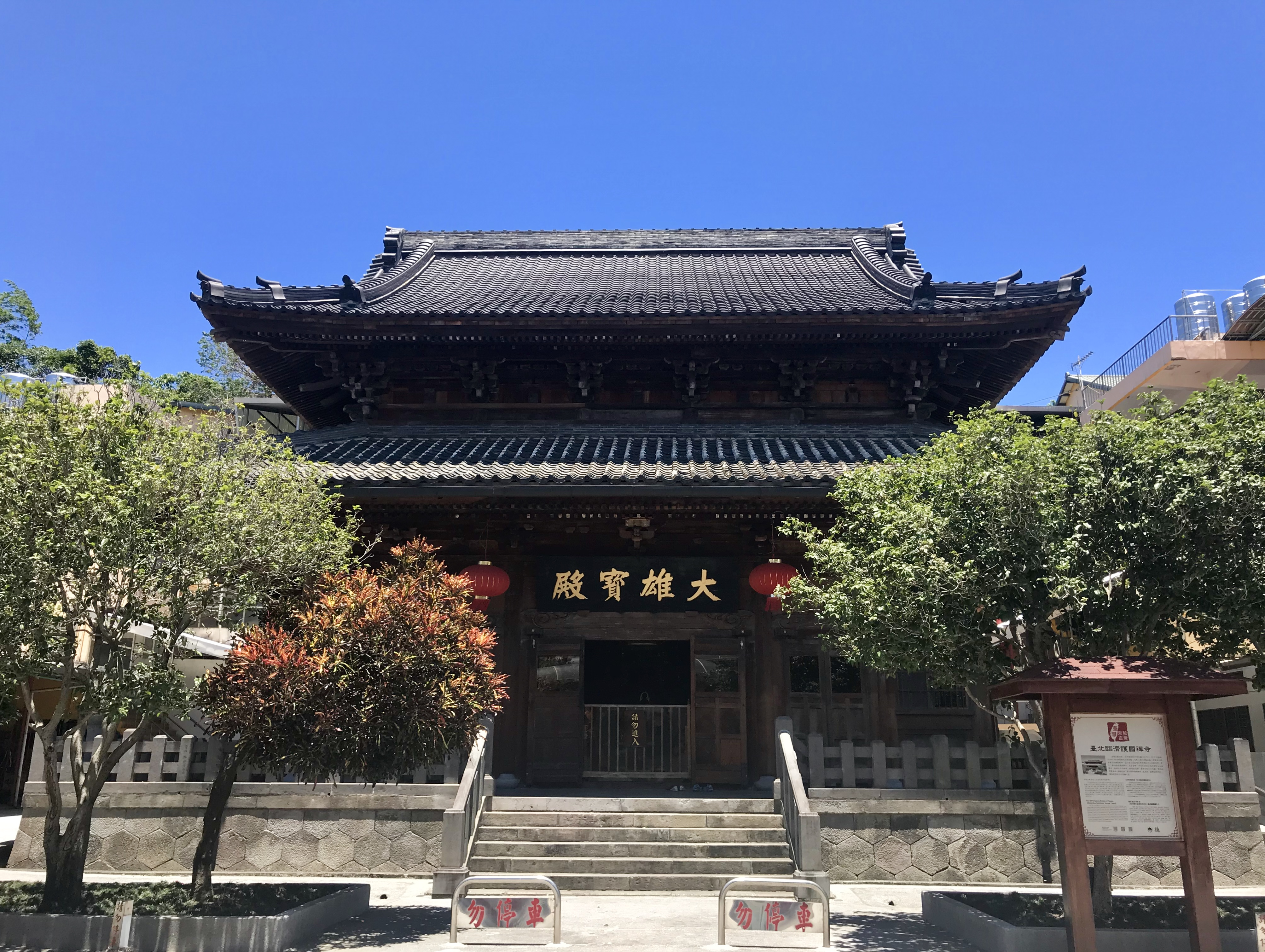
معبد لينجي هوغو تشان هو معبد بوذي ياباني.

خلال الحكم الياباني لتايوان (1895-1945)، جاءت العديد من مدارس البوذية اليابانية إلى تايوان لنشر تعاليمها البوذية، مثل كيجون (華厳宗)، تينداي (天台宗)، بوذية شينغون (真言宗)، مدرسة رينزاي (臨済宗)، سوتو. (曹洞宗)، جودو شو (浄土宗)، جودو شينشو (浄土真宗)، وبوذية نيشيرين (日蓮宗). بلغ تصنيف العدد الإجمالي للمجموعات البوذية اليابانية التي إدخلت إلى تايوان إلى 14 طائفة تحت 8 مدارس. خلال نفس الفترة، أصبحت معظم المعابد البوذية في تايوان تابعة لأحد المعابد المركزية الأربعة، والتي تسمى "الجبال المقدسة الأربعة" (台灣四大名山):
- الشمال ( كيلونج ): جبل يويه مي (月眉山)، أسسه المعلم شان هوي (善慧)
- الشمال ( تايبيه الجديدة ): جبل كوان يين (觀音山)، أسسه المعلم بن يوان (本圓)
- المركز ( مياولي ): معبد فا يون (法雲寺)، الذي أسسه المعلم تشويه لي (覺力)
- الجنوب ( كاوشيونغ ): معبد تشاو فنغ (超峰寺)، أسسه أيضًا يي مين (義敏)

وقعت تايوان تحت تأثير البوذية اليابانية. بأعتبارها مستعمرة يابانية، لقد واجهت العديد من المعابد ضغوطًا سياسية للأنتماء إلى السلالات اليابانية، بما في ذلك العديد من المعابد التي لم يكن وضعها فيما يتعلق بالبوذية أو الطاوية واضحًا. (كان التركيز على الدين الشعبي الصيني يُعتبر على نطاق واسع شكلاً من أشكال الاحتجاج ضد الحكم الياباني). وقد بُذلت محاولات لإدخال الكهنوت المتزوج (كما هو الحال في اليابان). ولكن هذه الأفكار لم تنجح في الوصول إلى مبتغاها، حيث أصبح التركيز على النباتية و/أو العزوبة الدينية وسيلة أخرى للاحتجاج ضد اليابان.

### الحرب العالمية الثانية
مع هزيمة اليابان في الحرب العالمية الثانية، سقطت تايوان تحت سيطرة حكومة تشيانج كاي شيك، مما أدى إلى ضغوط سياسية ضدها. وفي عام 1949، فر عدد من الرهبان من البر الرئيسي إلى تايوان برفقة القوات العسكرية لتشيانج، وحظوا بمعاملة جيدة وتفضيلية من جانب النظام الجديد. خلال هذه الفترة، خضعت كثير من المؤسسات البوذية لسلطة الجمعية البوذية التي تسيطر عليها الحكومة في جمهورية الصين (中國佛教會 ). تأسست في الأصل عام 1947 (في نانجينغ )، وكان يهيمن عليها الرهبان "البر الرئيسي". وقد بدأت سلطتها في التراجع في ستينيات القرن العشرين، عندما سُمح للمنظمات البوذية المستقلة؛ وخاصة منذ رفع الأحكام العرفية في تايوان عام 1987.

### ما بعد الحرب العالمية الثانية

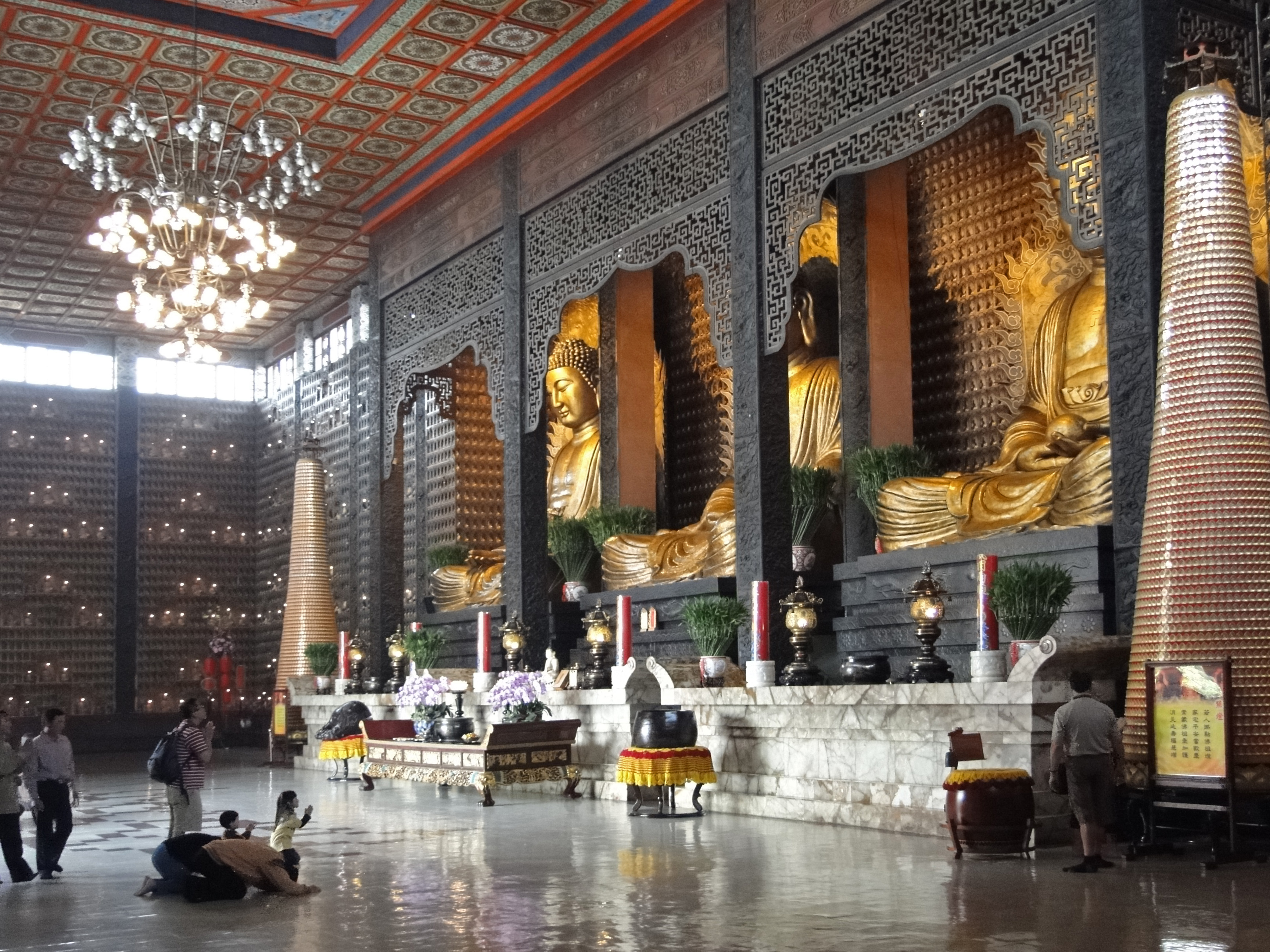
الحرم الرئيسي لدير فو غوانغ شان بالقرب من كاوهسيونغ

بدأت الديانة البوذية بالأنتشار والنمو بشكل سريع في تايوان بعد الحرب، ويعزى سبب ذلك إلى هجرة العديد من المعلمين البوذيين من الصين الشيوعية بعد هزيمة القوميين في الحرب الأهلية الصينية ونمو البوذية الإنسانية (人間佛教). تعمل "البوذية الإنسانية" على تعزيز العلاقة المباشرة بين المجتمعات البوذية والمجتمع العام. وتعرف أيضًا باسم البوذية المشاركة اجتماعياً، وتركز على تحسين المجتمع من خلال المشاركة في جوانب مثل الحفاظ على البيئة. البوذية الإنسانية هي السمة المميزة الرئيسية للبوذية التايوانية الحديثة.
البوذية الإنسانية تعود جذورها إلى الراهب الصيني المبجل تايكسو (1890-1947)، الذي أراد إصلاح التركيز المستمر على الطقوس والاحتفالات. شجع تايكسو على تقديم مساهمات أكثر مباشرة للمجتمع من خلال المجتمع البوذي وكان له تأثير كبير على المعلم يين شون، الذي يُعتبر عمومًا الشخصية التي جلبت البوذية الإنسانية إلى تايوان.
كان هذان الشخصان من أهم المؤثرين على المعلمين البوذيين الذين شكلوا البوذية التايوانية الحديثة. كانت إحدى الشبكات الخاصة الأولى للمراكز البوذية هي شبكة هسينج يون، التي أستوحت أفكارها بشكل مباشر من تايكسو. اكتسب هسينج يون شعبيته لأول مرة من خلال الوسيلة الجديدة للبث الإذاعي في الخمسينيات من القرن العشرين، ثم من خلال نشر الصوت البوذي على أقراص الفونوغراف، مما أدى إلى تأسيس فو قوانغ شان في عام 1967. وكان من بين الشخصيات البارزة الأخرى المعلم تشنغ ين، وهو تلميذ مباشر لدى يين شون، الذي أسس منظمة تسي تشي ، التي أصبحت أكبر منظمة خيرية بوذية في تايوان.
خلال ثمانينيات القرن العشرين، ضغط الزعماء البوذيون على وزارة التعليم في تايوان لتخفيف السياسات المختلفة التي تمنع تنظيم جامعة بوذية. وكانت النتيجة النهائية أنه في تسعينيات القرن العشرين ــ المليئة بالمساهمات التي أتاحتها " اقتصاد المعجزة " في تايوان ــ ظهرت ليس مدرسة واحدة بل ست مدارس من هذا النوع، وكل منها مرتبطة بزعيم بوذي مختلف. ومن بينها جامعة تسي تشي ، وجامعة هسوان تشوانغ ، وجامعة هوا فان، وجامعة فو قوانغ ، وجامعة نانهوا ، وكلية دارما درام البوذية. تحظر لوائح وزارة التعليم على الكليات والجامعات المعترف بها اشتراط المعتقدات أو الممارسات الدينية، وبالتالي فإن هذه المؤسسات تبدو مختلفة قليلاً عن غيرها من المؤسسات من نفس مستواها. (الدرجات العلمية التي تمنحها المعاهد الدينية، والتي يوجد منها عشرات المعاهد الدينية في تايوان، غير معترف بها من قبل الحكومة.) وفي انقلاب على العلاقة التاريخية القديمة، لعب هؤلاء البوذيون التايوانيون دورًا في إحياء البوذية في البر الرئيسي للصين في وقت لاحق من القرن.
في عام 2001، افتتح المعلم هسين تاو متحف الأديان العالمية في تايبيه الجديدة. بالإضافة إلى المعروضات الخاصة بعشرة ديانات عالمية مختلفة، يضم المتحف أيضًا "عالم أفاتامساكا"، وهو نموذج يوضح سورة أفاتامساكا .

### تطوير مدارس فاجرايانا

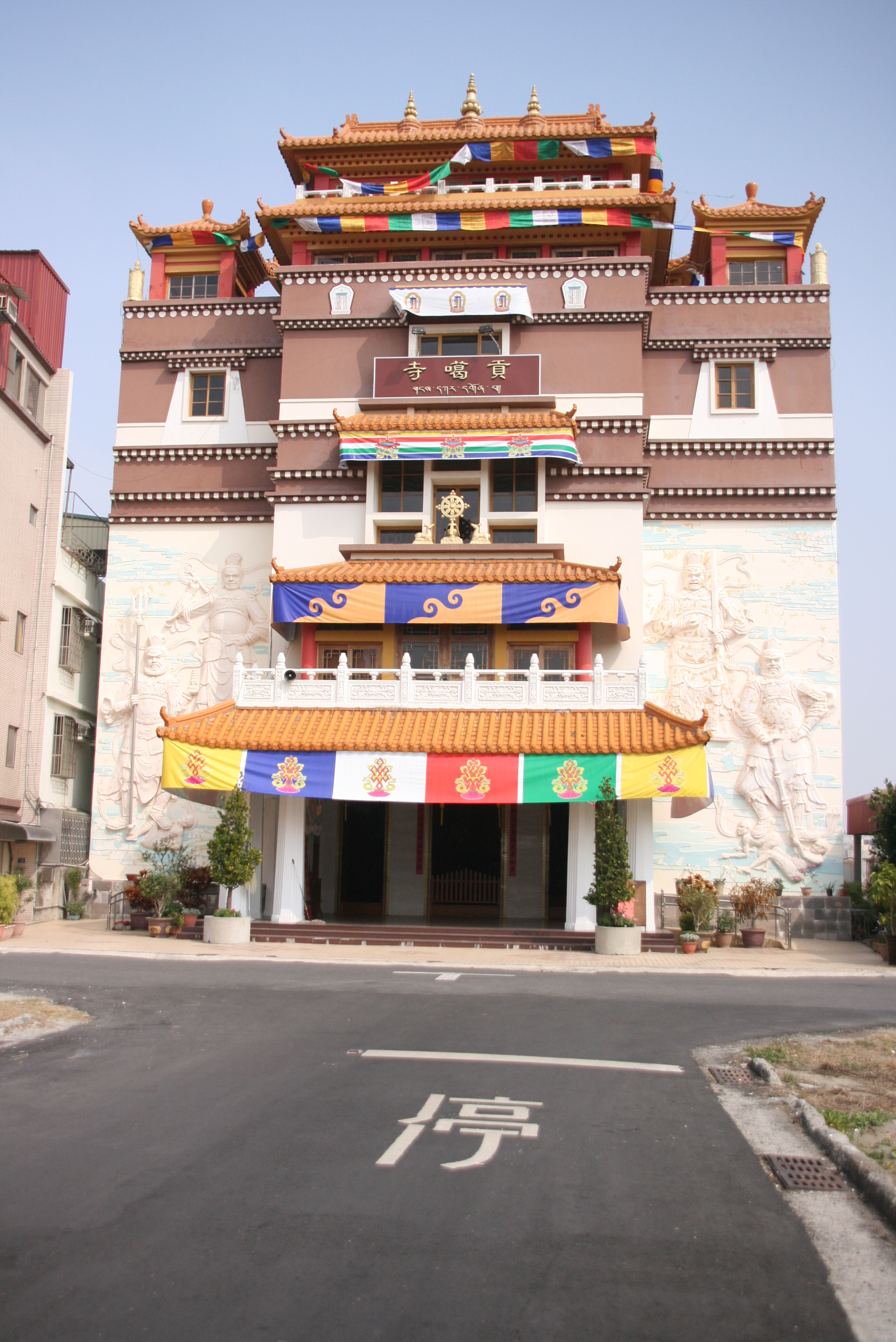
معبد كونغا، معبد بوذي تبتي في تاينان.

في العقود الأخيرة، زادت شعبية البوذية الفاجرايانا في تايوان حيث قام اللامات التبتيون من المدارس التبتية الأربع الكبرى (كاجيو، نينغما، ساكيا، وجيلوج) بزيارة الجزيرة، بما في ذلك الدالاي لاما الرابع عشر ، الذي زار الجزيرة ثلاث مرات في أعوام 1997 و2001 و2009.
كما تحتفظ طائفة كوياسان شينغون اليابانية بمراكز ممارستها ومعابدها الخاصة في تايوان، بعضها تأسس تاريخيًا خلال الفترة اليابانية من تاريخ تايوان، بينما تأسس البعض الآخر في فترة ما بعد الحرب العالمية الثانية من أجل إعادة تأسيس سلالة بوذية باطنية أرثوذكسية تم القضاء عليها منذ فترة طويلة خلال عهد أسرة تانغ .
مدرسة بوذا الحقيقية ، التي أسسها مواطن تايواني يدعى لو شينغ ين في أواخر ثمانينيات القرن العشرين، هي واحدة من الطوائف الفاجرايانا الأكثر شهرة في تايوان.

## النمو في أواخر القرن العشرين

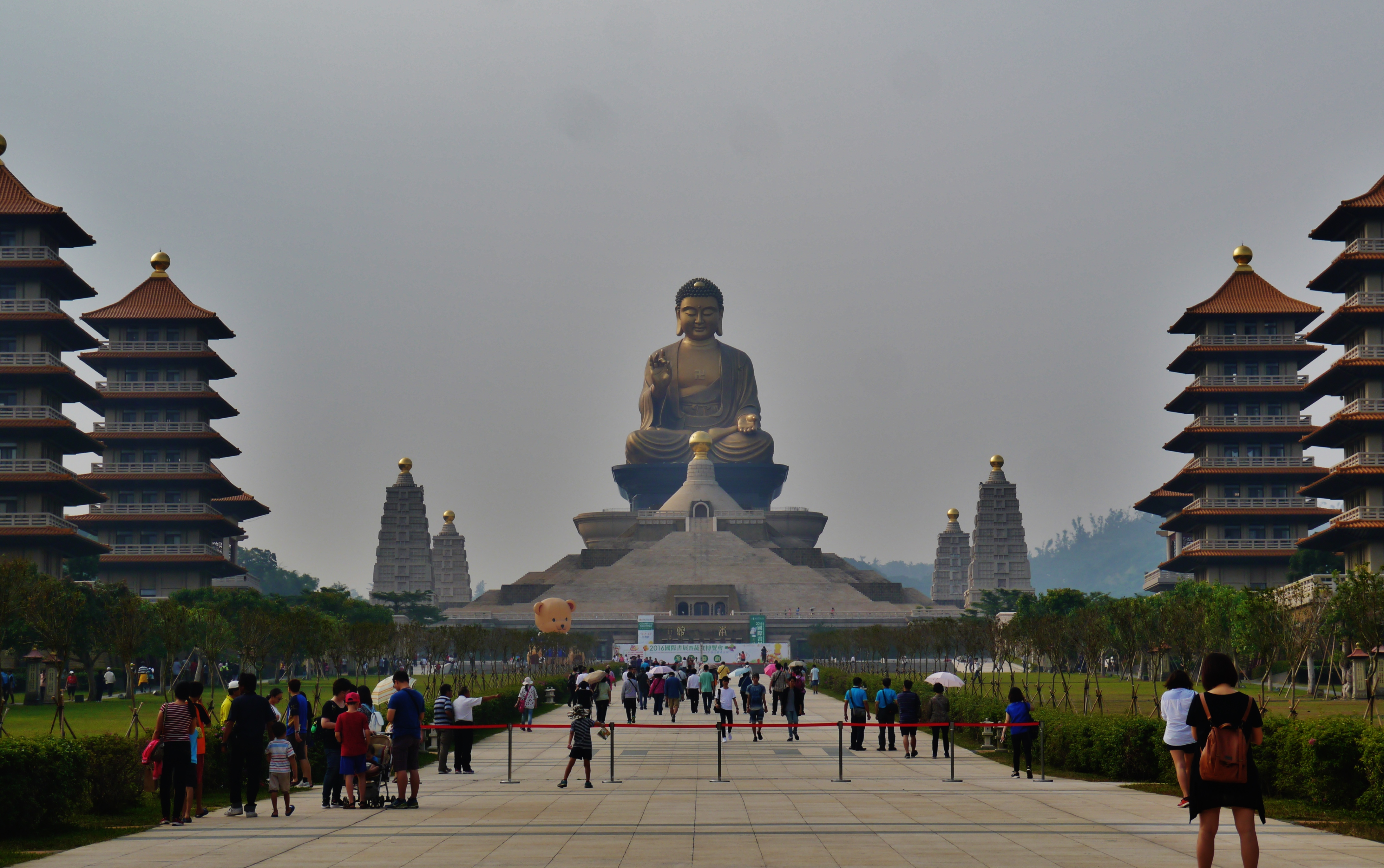
المسار الرئيسي في متحف فو قوانغ شان بوذا

تشير الإحصاءات التي قدمتها وزارة الداخلية إلى أن عدد السكان البوذيين في تايوان ارتفع من 800 ألف في عام 1983 إلى 4.9 مليون في عام 1995، بزيادة قدرها 600 في المائة.وعلى النقيض من ذلك، زاد عدد السكان بنسبة اثني عشر بالمائة خلال نفس الفترة الزمنية. بالإضافة إلى ذلك، في نفس الفترة ارتفع عدد المعابد البوذية المسجلة من 1157 إلى 4020، وارتفع عدد الرهبان والراهبات بمقدار 9300 راهب وراهبة، مقارنة بـ 3470 في عام 1983.
ويعزو الباحثون هذا الاتجاه إلى عدد من العوامل المهمة في تايوان، بما فيها نشاط المعلمين الكاريزماتيين المختلفين الذين كانوا نشطين خلال هذا الوقت، فضلاً عن هجرة البوذيين العلمانيين المتدينين الفارين من الاضطهاد الديني في البر الرئيسي للصين. وعلاوة على ذلك، كان العديد من المسؤولين في حكومة تشيانج كاي شيك من البوذيين المخلصين الذين ساعدوا في دعم البوذية عندما وصل الزعماء البوذيون الفارون إلى تايوان. وتشمل العوامل الأخرى التي يستشهد بها الباحثون لتفسير النمو السريع البحث العام عن الهوية بين المواطنين التايوانيين، والتوسع الحضري، فضلاً عن الشعور بالعزلة في مجتمع غير شخصي على نحو متزايد.

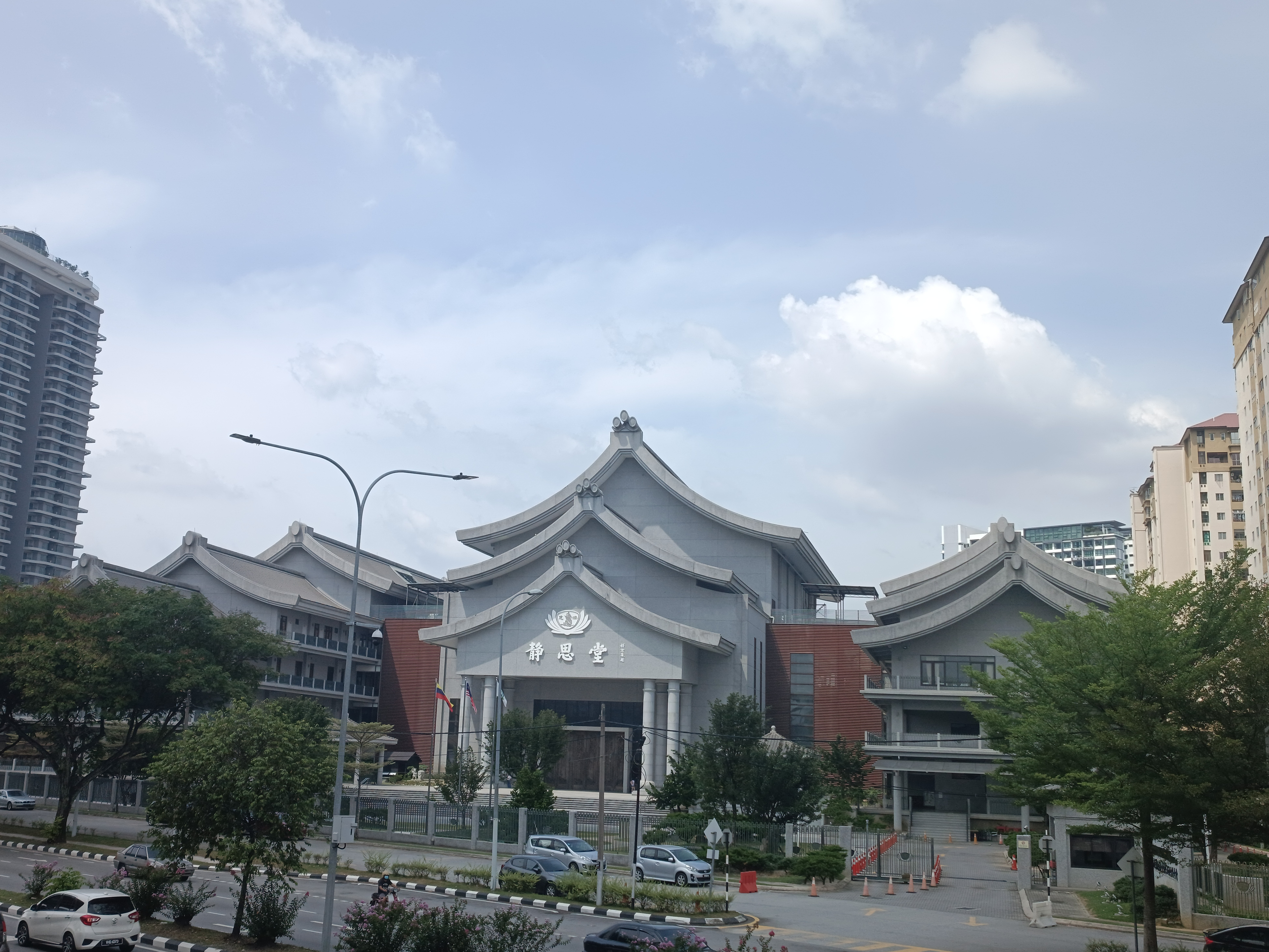
القاعة الرئيسية في مؤسسة تسي تشي

ارتفع نمو البوذية بشكل سريع في أواخر الثمانينيات عندما أصبحت الحكومة التايوانية أكثر ليبرالية. وبعيدًا عن التأثيرات المجتمعية، كان هناك أيضًا عدد من التطورات عندما يتعلق الأمر بالمجتمع البوذي. تزامن تحديث تايوان مع ظهور البوذية الإنسانية. كان نمو البوذية في تايوان مدعومًا بعدد من المنظمات التي تطورت خلال هذه الفترة بقيادة العديد من المعلمين الذين اتبعوا نهجًا مشاركًا اجتماعيًا وفقًا للفلسفة البوذية الإنسانية. مع تزايد مشاركة الجماعات البوذية في حياة الناس اليومية، كان هناك دفع عام لجعل تعاليم البوذية أكثر صلة وقابلية للتطبيق على القضايا الحديثة مثل حماية البيئة وحقوق الإنسان وإدارة الإجهاد. ساعدت هذه التطورات في خلق صورة للبوذية باعتبارها ذات أهمية كبيرة في العالم الحديث بالنسبة للسكان التايوانيين.

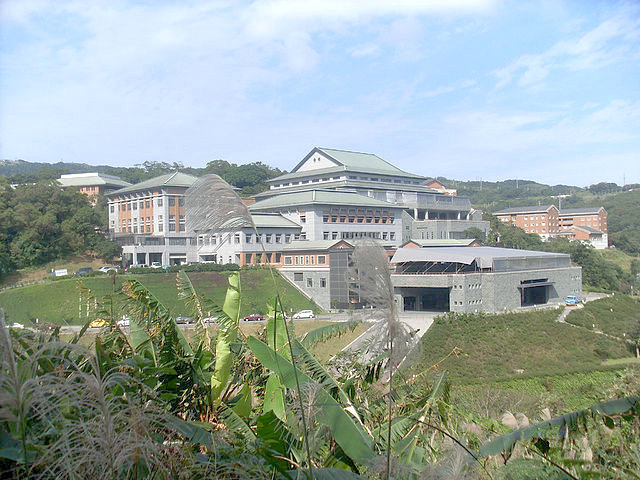
منظر كامل لدير جبل دارما درام

وفي حين اتخذت جماعات دينية أخرى، مثل الكنائس المسيحية، نهجاً مماثلاً، وكانت لها العديد من الفوائد المجتمعية نفسها في تايوان خلال هذه الفترة من النهضة البوذية، فإن الميزة الرئيسية التي كانت تتمتع بها البوذية هي أنها لعبت دوراً طويلاً في التاريخ والثقافة الصينية. كانت مجموعات مثل الكنائس المسيحية تُعتبر أجنبية، وبالتالي كانت البوذية تتمتع بجاذبية أكبر للشباب في تايوان في ذلك الوقت الذين كانوا يبحثون عن الشعور بالهوية العرقية وتلبية الاحتياجات الأيديولوجية للجمهور الأكثر وعياً اجتماعياً مع تحديث تايوان. كانت هناك ميزة أخرى تتمتع بها البوذية على المجموعات الدينية الأخرى وهي أن نمو البوذية في تايوان كان يقوده في المقام الأول منظمات بوذية كبيرة مثل تسي تشي وفو قوانغ شان. كانت المنظمات مثل هذه يرأسها قادة كاريزماتيون مثل الملوك السماويين الأربعة وكان حجم المنظمات يسمح بجمع التبرعات على نطاق واسع وإقامة الفعاليات العامة، مما أعطى المنظمات البوذية الكبرى ميزة من حيث الموارد والدعاية. بالإضافة إلى ذلك، كانت معظم المنظمات البوذية التايوانية المعاصرة التي قادت النهضة معروفة باستخدامها للتكنولوجيا الحديثة لجذب الجماهير، وكان بعضها معروفًا بدعم القضايا التقدمية الشعبية في ذلك الوقت.
سمح التمويل الكبير والنهج الأكثر ليبرالية تجاه الدين للأديان الشعبية والبوذية على وجه الخصوص بالأنتشار في تايوان خلال فترة ما بعد الحرب. ويأتي هذا على النقيض من الاضطهاد الشديد والقيود التي واجهتها البوذية والدين في الصين القارية بين عامي 1949 و1978. كان يُنظر إلى البوذية، من بين جوانب أخرى، على أنها أحد جوانب الثقافة الصينية التي كانت تعيق تقدم الأمة. أُرغم العديد من الرهبان والراهبات على التخلي عن حياتهم الرهبانية والانضمام إلى المجتمع العام. ولم تتمكن البوذية من الظهور مرة أخرى في البر الرئيسي للصين إلا في عام 1978. لقد سمحت البيئة المختلفة تمامًا في تايوان للبوذية بأن يكون لها حضور ديني مهم للغاية في تايوان منذ أواخر القرن العشرين. يعتبر العديد من العلماء الآن أن تايوان هي مركز البوذية الصينية مع العديد من المدارس والمعابد والأضرحة التي أنشأها العديد من الزعماء البوذيين البارزين في جميع أنحاء الجزيرة.